# Pontia glauconome
Pontia glauconome is een vlindersoort uit de familie van de Pieridae (witjes), onderfamilie Pierinae.
Pontia glauconome werd in 1829 beschreven door Klug.